# Vauzé (Pyrénées-Atlantiques)
Pour les articles homonymes, voir Vauzé.
Vauzé est une ancienne commune française du département des Pyrénées-Atlantiques. En 1833, la commune fusionne avec Bassillon pour former la nouvelle commune de Bassillon-Vauzé.

## Géographie
Vauzé est un village du Vic-Bilh, situé au nord-est du département et de Pau, frontalière avec les Hautes-Pyrénées.

## Toponymie
Le toponyme Vauzé apparaît sous les formes 
Bausee, Bauser, Beauzé et Vauzer (respectivement 1538 pour les deux premières formes, 1675 et 1682, réformation de Béarn), 
Vauser (1768, dénombrement de Candau) et 
Vausé (1793 et 1801, Bulletin des lois pour la deuxième date).

## Histoire
Paul Raymond note qu'il y avait à Vauzé une abbaye laïque, vassale de la vicomté de Béarn. De cette même vicomté dépendait la baronnie de Vauzé, créée en 1641, comprenant, en sus de la commune elle-même, Peyrelongue-Abos.

## Démographie
| 1793 | 1800 | 1806 | 1821 |
| ---- | ---- | ---- | ---- |
| 129  | 111  | -    | 141  |

## Culture et patrimoine

### Patrimoine civil
Au lieu-dit Mouthé, un ensemble fortifié (motte, basse-cour et fossé), témoigne d'une présence seigneuriale au XIe siècle.

### Patrimoine religieux
L'église Saint-Barthélémy porte l'inscription 1773 sur le linteau de la porte. On y trouve des objets et mobiliers inscrits à l'Inventaire général du patrimoine culturel.

## Pour approfondir